# Галиахметов, Абдулхай Халикович
Абдулхай Халикович Галиахметов (30 сентября 1934 — 3 декабря 2018) — советский работник авиационной промышленности, слесарь, Герой Социалистического Труда.

## Биография
Родился 30 сентября 1934 года в деревне Новая Юльба Атнинского района Татарской АССР.
Окончил шесть классов школы и затем трудился в колхозе, а в 1951 году переехал в Казань, работал на складе Татторга. Продолжил своё образование, поступив в вечернюю среднюю школу, окончил которую уже будучи рабочим Казанского моторостроительного завода (ныне КМПО). С этого момента и до конца своей трудовой деятельности Галиахметов проработал на одном предприятии, прерывая работу лишь на службу в Советской армии. В 1956 году стал работать в цехе № 17; был бригадиром в бригаде, объединявшей сорок работников. Затем был переведен в цех № 28 для освоения нового изделия (так называют на заводах военную продукцию). Без отрыва от производства окончил трехгодичную школу мастеров.
За свою долгую трудовую жизнь А. Х. Галиахметов обучил своему делу не один десяток молодых рабочих. Выйдя на пенсию, вёл работу в Совете ветеранов КМПО. Жил в Казани. Умер 3 декабря 2018 года.

## Награды
- 28 марта 1984 года А. Х. Галиахметову было присвоено звание Героя Социалистического Труда с вручением ордена Ленина (за большие успехи, достигнутые в выполнении заданий XI пятилетки по освоению и производству новой авиационной техники, и значительный личный вклад в повышение эффективности труда).
- Также был награждён орденом Трудового Красного Знамени и медалями.